# Anelaphus jansoni
Anelaphus jansoni är en skalbaggsart som beskrevs av Linsley 1961. Anelaphus jansoni ingår i släktet Anelaphus och familjen långhorningar.
Artens utbredningsområde är:
- Costa Rica.
- Nicaragua.

Inga underarter finns listade i Catalogue of Life.